# Gießerei (Zeitschrift)
Die Giesserei (Eigenschreibweise GIESSEREI) ist eine deutschsprachige Fachzeitschrift, die sich mit allen Themen rund um das Verfahren des Gießens beschäftigt. Ihr Untertitel lautet Die Zeitschrift für Technik, Innovation und Management. Sie erscheint monatlich im Abonnement. Die Giesserei wird vom Bundesverband der Deutschen Gießerei-Industrie herausgegeben und ist nach dem Marktaustritt des Wettbewerbers Gießerei-Praxis der einzige verbliebene Fachtitel zum Thema Gießereibranche auf dem deutschen Markt. 

## Inhalt
Zu den Inhalten gehören unter anderem der vorgelagerte Prozess von Konstruktion, Formgebung und -Formverfahren, sowie -Materialien. Außerdem die Simulation des Gießvorgangs, alle Arten des Gießens, sowie Veredelung, Nachbehandlung und Qualitätsmanagement. Dazu Aspekte der Nachwuchsgenerierung, Aus- und Weiterbildung sowie des betrieblichen Managements. Zudem berichtet die Giesserei über Fachtagungen und -Kongresse. Zu den regelmäßigen Schwerpunkten im Heft ("Specials") gehören zwei Mal jährlich das Spoecial "Forschungs", in dem in Kurz- und Hauptbeiträgen über Forschungsvorhaben im deutschsprachigen  Raum berichtet wird.  

## Geschichte
Die Gießerei erschien erstmals 1914, Herausgeber war der 1869 gegründete Verein deutscher Eisengießereien. Heute wird die Zeitschrift vom Bundesverband der Deutschen Gießerei-Industrie (BDG), der Nachfolgeorganisation des VDE, herausgegeben. Der digitale Auftritt der Giesserei firmiert unter dem Titel Home of Foundry powered by Giesserei und wird mit redaktionellen Inhalten aus dem Kommunikationsteam des BDG bestückt. 

## Zielgruppe
- Gießereien
- Gießerei-Anlagen- und Maschinenbauer
- Abnehmer der Gießereien
- Zulieferbetriebe
- Weiterverarbeitende Industrie
- Forschungsinstitute
- Hochschulen

## Auflage und Verbreitung
- Druckauflage 3.359
- Verkaufte Auflage 1.502 (Jahresdurchschnitt Juli 2017 – Juni 2018)
- Abonnierte Exemplare 1.502